# Entschärfer (USBV)

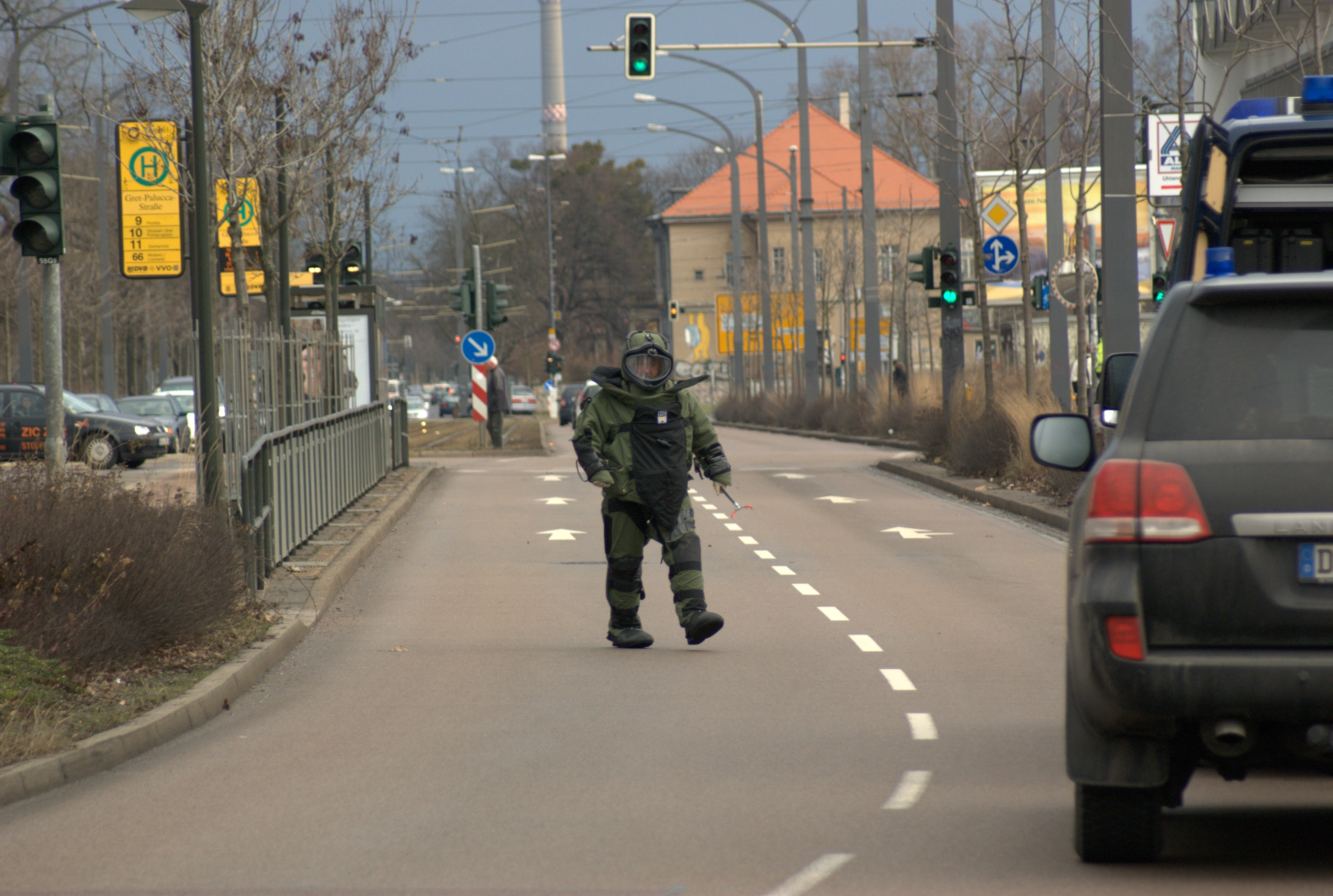
USBV-Entschärfer in Dresden

USBV-Entschärfer sind Spezialisten für die Entschärfung unkonventioneller Spreng- und Brandvorrichtungen (USBV).
Jedes deutsche Bundesland verfügt über USBV-Entschärfer. Sie sind meist bei den Landeskriminalämtern der Polizei angegliedert, lediglich in Mecklenburg-Vorpommern gehören sie dem Munitionsbergungsdienst an, der über den Katastrophenschutz wiederum der Polizei angegliedert ist (über das Amt für zentrale Aufgaben und Technik der Polizei, Brand- und Katastrophenschutz). 
Auf Seiten des Bundes verfügen das Bundeskriminalamt (BKA) und die Bundespolizei über eigene USBV-Entschärfer. 
Die Ausbildung zum USBV-Entschärfer erstreckt sich über 24 Wochen und wird zentral durch die Entschärferschule der Bundespolizei durchgeführt. Unterstützende Behörden sind hier unter anderem die Landespolizeien, die Bundeswehr, das Bundeskriminalamt, das Technische Hilfswerk und die Kampfmittelbeseitigungsdienste. 
Für die Beseitigung explosiver Kampfmittel aller Art, also konventioneller Munition und Bomben, ist der Kampfmittelräumdienst zuständig.